# Томас Валкве Олсен
Томас Валкве Олсен (норв. Thomas Valkvæ Olsen — Аскер, 18. мај 1993) професионални је норвешки хокејаш на леду који игра на позицијама крилног нападача.
Члан је сениорске репрезентације Норвешке за коју је на међународној сцени дебитовао на светском првенству 2016. године.